# Jorge Lorenzo
Jorge Lorenzo, teljes nevén Jorge Lorenzo Guerrero (Palma de Mallorca, 1987. május 4. –) spanyol gyorsaságimotor-versenyző.
2006-ban és 2007-ben megnyerte a negyedliteres világbajnokságot, 2010-ben, 2012-ben és 2015-ben pedig a királykategóriában is diadalmaskodni tudott.
68 győzelmével a hatodik helyen áll az örökranglistán.

## Karrierje

### 125 és 250 köbcentiméter
A világbajnokságon a 2002-es spanyol nagydíjon, tizenötödik születésnapján mutatkozhatott be. A pénteki edzésnapot még ki kellett hagynia kora miatt, születésnapján azonban máris motorra ült. Első szezonjában még csak négy pontszerző helyezés jött össze, a szezont a 21. helyen, 21 ponttal zárta.
2003 már jobban sikerült, ekkor Brazíliában már futamot is tudott nyerni, valamint még egyszer, a maláj nagydíjon dobogóra állt. Legsikeresebb 125-ös szezonja 2004 volt, amikor három győzelmének és négy további dobogós helyezésének köszönhetően negyedik lett év végén.
2005-ben annak ellenére felkerült a negyedliteresekhez, hogy addig nem nyert egyetlen világbajnoki címet sem, ez némileg szokatlan eljárás azóta is. Hogy mégis jó befektetés volt a szerződtetése, bizonyítja az, hogy rögtön az első szezonjában ötödik helyen zárt a pontversenyben. Bár futamot nem nyert, többször is dobogóra állhatott, és igen kiegyensúlyozott teljesítményt nyújtott. Első igazán sikeres éve 2006 volt. Ekkor végig kiélezett küzdelmet folytatott olasz riválisával, Doviziosóval, aki annak ellenére tudta a küzdelmet egészen a szezonzáróig nyíltan tartani, hogy addig mindössze két futamot nyert, szemben Lorenzo nyolc elsőségével. Az utolsó futamon végül Lorenzo negyedik, Dovizioso pedig hetedik lett, így a spanyol versenyző megszerezte pályafutása első világbajnoki címét.
2007 ismét Lorenzo és Dovizioso párharcát hozta, ám ezúttal sokkal simább végkimenetellel. Lorenzo az egy évvel korábbi győzelmekhez még egyet hozzá tudott tenni, míg Dovizioso mindössze kétszer haladt át elsőként a célvonalon, így Lorenzo végül magabiztos, ötvenkét pontos előnnyel lett másodszor is világbajnok.

### 2008
Sokáig csak pletykák szintjén merült fel Lorenzo szerződtetése, azonban 2007 augusztusában hivatalossá vált, hogy a 2008-as szezontól kezdve ő lesz Valentino Rossi csapattársa a Yamahánál.
A szezont újonchoz képest kiválóan kezdte, ugyanis az első három futamán rögtön pole-pozícióból indulhatott, és két dobogós futam után harmadszorra, Portugáliában a győzelmet is meg tudta szerezni. Azzal, hogy első három futamán egyaránt dobogón zárt, a legfiatalabb versenyző lett, aki végre tudta hajtani ezt a bravúrt, Dani Pedrosa rekordját átadva ezzel a múltnak.
A kínai nagydíjig holtversenyben vezette az összetettet Pedrosával, azonban Sanghajban egy bukást követően mindkét bokája súlyosan megsérült. A versenyen ennek ellenére negyedik lett. Ezt követően Le Mans-ban, Mugellóban és Barcelonában is bukott, ám csak a legutolsó volt olyan súlyos, hogy amiatt versenyt kelljen kihagynia. A szezon második felében a sérüléseknek is köszönhetően komoly visszaesés következett. Visszatérése után kétszer volt hatodik, majd kétszer ki is esett, Brnóban pedig csak tizedikként zárt. Misanóban és Indianapolisban végül ismét dobogóra állhatott, az évet pedig 190 ponttal negyedikként fejezte be.

### 2009

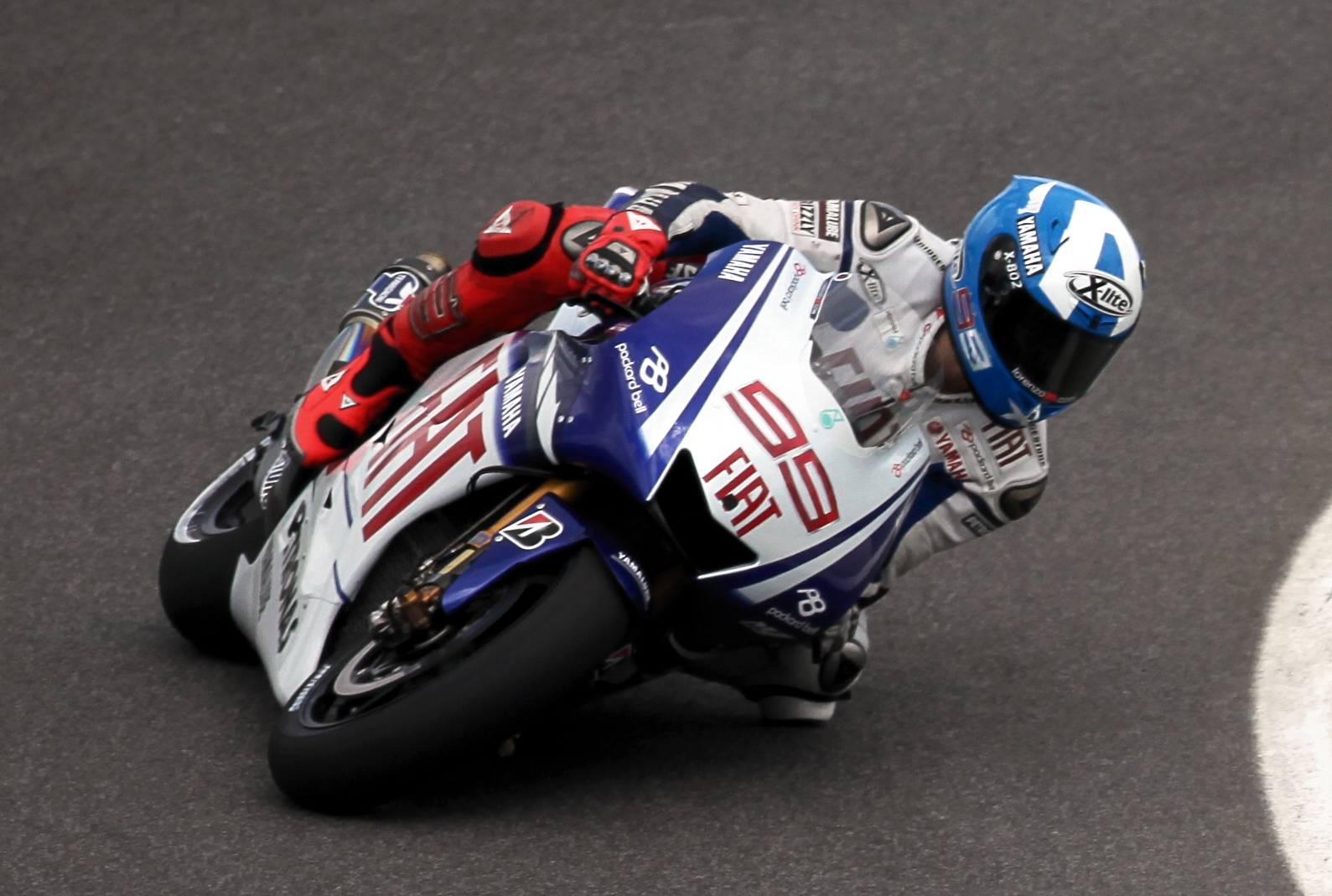
Lorenzo az indianapolisi versenyen.

A 2009-es év már sokkal jobban sikerült számára. Az első kilenc versenyből nyolcszor is dobogóra állhatott, és komoly harcot folytatott csapattársával, Rossival a világbajnoki címért. Barcelonában az elmúlt évek egyik legemlékezetesebb versenyét futották Rossival, ugyanis végig uralva a versenyt felváltva vezettek. Rossi egészen az utolsó pillanatig kivárt, és az egyik legváratlanabb ponton, a célegyenesre fordító kanyarban tudta maga mögé utasítani riválisát. Az amerikai nagydíjon ismét megsérült, ekkor a jobb lábában, mindkét bokájában és jobb kulcscsontjában is komoly fájdalmak jelentkeztek. Később a brit és a cseh versenyt is feladni kényszerült, ekkor már lemondóan nyilatkozott vb-esélyeiről. Bár Indianapolisban Lorenzo ismét csökkentette hátrányát (25 pont), Ausztráliában ismét kiesett, így a következő versenyen, Sepangban Rossi egy kényelmes harmadik hellyel is világbajnok lett.

### 2010
Még a 2009-es szezon közben felmerült, hogy Lorenzo a Repsol Honda vagy a Ducati versenyzője is lehet. Az olasz istálló például tizenötmillió eurót ajánlott szolgálataiért. A kételyek még 2009 augusztusában oszlottak el, amikor Lorenzo 2010-re is aláírt a Yamahához.

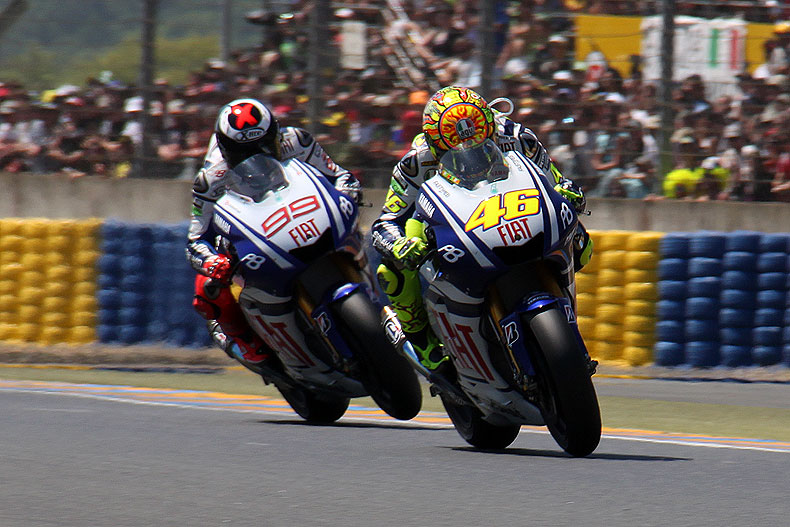
Lorenzo (#99) üldözi csapattársát, Valentino Rossit a francia nagydíjon.

A 2010-es előszezon nem indult jól számára, ugyanis egy gyakorlás során kezét törte, emiatt pedig gyakorlatilag a teljes tesztidőszakot kihagyta, és még a szezonnyitó katari nagydíjon sem volt egészséges. Miután Rossi Mugellóban lábát törte, a már addig is negyvenhét pontos előnnyel rendelkező Lorenzo komoly ellenfél nélkül maradt. asseni győzelmével a hetedik olyan versenyző lett, aki három géposztályban is győzni tudott a holland TT-n.
Miután Motegiben Dani Pedrosa is megsérült, Lorenzónak végképp nem kellett senkivel sem foglalkoznia, aki veszélyeztethette volna elsőségét. 2009-hez hasonlóan ezúttal is a maláj nagydíjon avattak világbajnokot, ám ezúttal Jorge Lorenzo szerezte meg pályafutása első világbajnoki címét. Lorenzo végül imponáló magabiztossággal, közel száznegyven pontos előnnyel szerezte meg az összetett elsőséget. Kilenc győzelem mellett további hét alkalommal állt dobogón, és mindössze kétszer szorult le a pódiumról, ám mind Aragóniában, mind a japán futamon csak eggyel maradt le a legjobb háromtól.
Az olasz és a brit nagydíj közti hosszabb szünet alatt részt vett az Isle of Man TT-n is, ahol legendás honfitársával, Ángel Nietóval tettek meg néhány bemutató kört.

### 2011

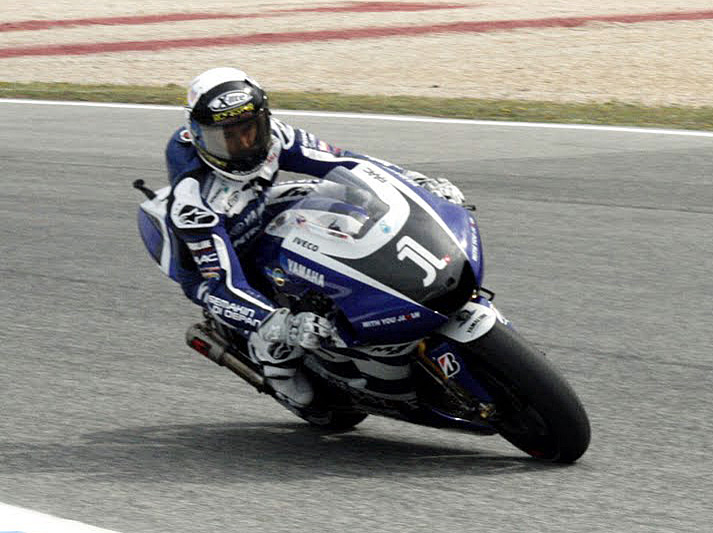
Lorenzo Estorilban.

A 2011-es szezon elején, miután Valentino Rossi a Ducatihoz szerződött Lorenzo új csapattársat kapott Ben Spies személyében. Az első öt futamából négyszer is dobogóra állhatott, ebből egyszer, a hazai nagydíjon nyerni is tudott Stoner és Rossi ütközése után. Egészen a brit hétvégéig Lorenzo vezette az összetettet, azonban itt kiesett. Hollandiai hatodik helye után hiába végzett minden egyes hátralévő futamon az első négy hely valamelyikén (Mugellóban és Misanóban nyerni is tudott), Stonert már nem tudta utolérni, és az ausztrál pilóta kilencven pontos fórral szerezte meg újabb elsőségét.

### 2012
2012- ben az első hat versenyből mindannyiszor az első vagy a második helyen végzett, és húszpontos előnyt épített fel Stonerhez képest. A brit nagydíj előtt újabb szerződést írt alá a Yamahával, ami egészen 2014 végéig a csapathoz kötötte őt. A szezon során végig nagy csatát vívott az első igazán jó idényét futó Pedrosával, végül Pedrosa misanói és ausztráliai kiesése döntött el mindent Lorenzo javára, utóbbi helyszínen bebiztosította második világbajnoki címét is, így egy utolsó futamos kiesés is belefért számára. Lorenzo nagyszerű mutatókkal végzett 2012 tabellájának élén. Mindössze Hollandiában és az esős szezonzárón, Valenciában kényszerült feladni a versenyt, ezenkívül minden egyes alkalommal első vagy második helyen látta meg a kockás zászlót.

### 2013
A 2013-as szezonnak Lorenzo vághatott neki címvédőként, és egész szezonban kiemelkedett a mezőnyből a két repsolossal, Pedrosával és az újonc Marc Márquezzel. Pedrosa aragóniai kiesésének köszönhetően érdemben kiszállt a vb-címért folytatott harcból, így a szezon hajrájára kétesélyessé szűkült a világbajnokság Márquez és Lorenzo között.
Végül mindössze négy pont döntött kettejük között, ám ezúttal nem Lorenzo, hanem az újonc katalán pilóta szerezte meg a világbajnoki címet. Mindketten nagyszerű teljesítményt nyújtottak a teljes szezon során, és hiába volt Márqueznek két nullázása (egy kiesés Olaszországban és egy kizárás az ausztrál versenyen), ennek ellenére is sikerült megszereznie a győzelmet. Lorenzo ugyanis egyszer nem indult, ezen kívül viszont volt egy hetedik, egy ötödik és egy hatodik helye is, míg Márquez a kiesését és a kizárását leszámítva minden futamon dobogós volt.

### 2014

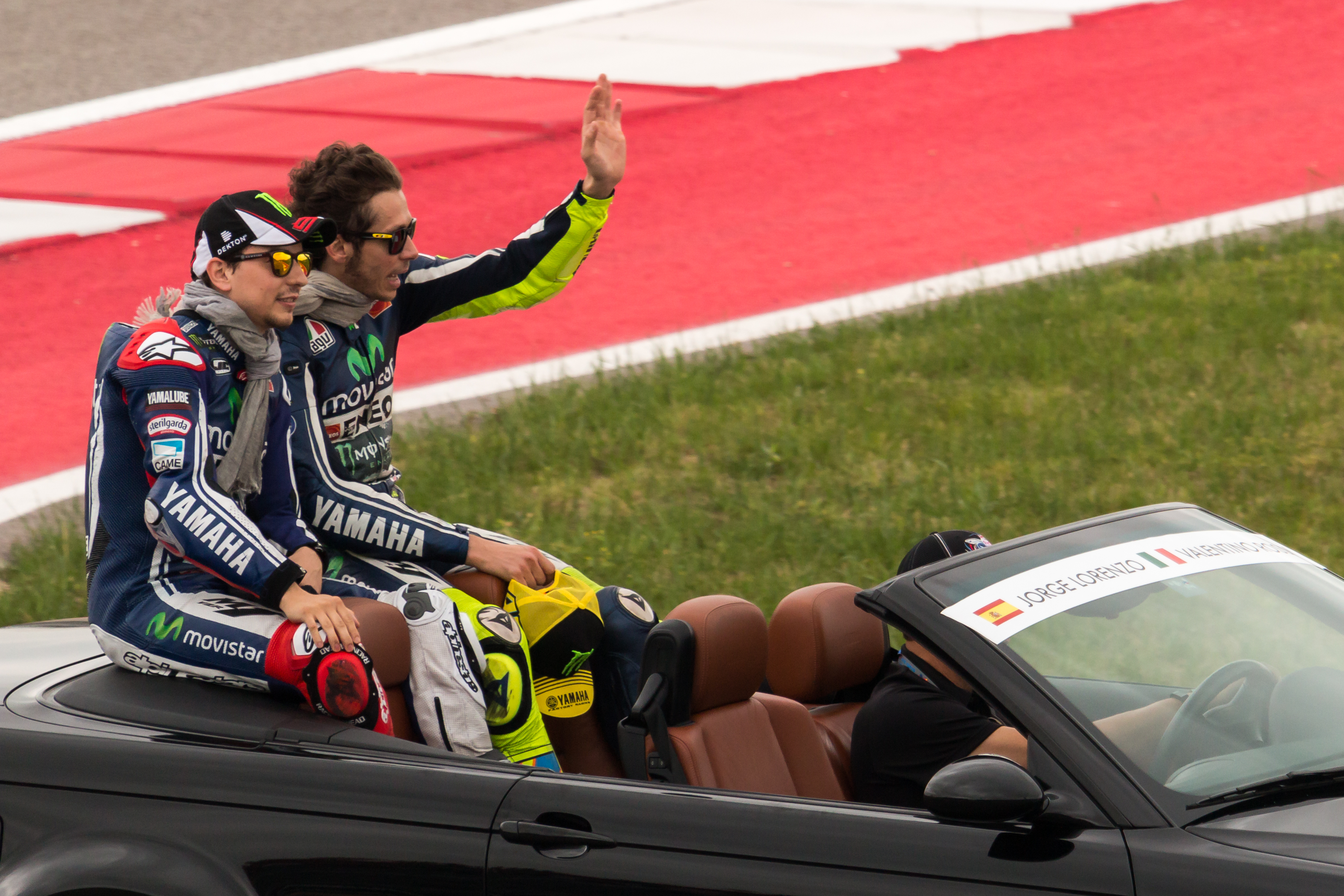
Lorenzo és Valentino Rossi az Amerika nagydíjon.

A 2014-es idényt Lorenzo addigi teljesítményeihez képest rendkívül gyengén kezdte. Rögtön az első futamon, Katarban nem tudott célba érni, és a következő, austini tizedik helyben sem volt köszönet. Bár Argentínában és Olaszországban dobogóra állhatott, az év mélypontja még váratott magára: az esős holland TT-n mindössze tizenharmadikként zárt. Hiába végzett innentől kezdve folyamatosan dobogós pozícióban, így is csak a bajnokság harmadik helyéig tudott felkapaszkodni a fölényes győzelmet arató Márquez és csapattársa, Rossi mögé.

### 2015
2015-nek Lorenzo ismét világbajnoki reményekkel vágott neki. A szezon első három futamán két negyedik és egy ötödik pozíciót tudhatott magáénak, majd az ezt követő négy versenyhelyszínen (Jerez, Le Mans, Mugello, Montmeló) egyaránt győzni tudott, ennek köszönhetően hat pontra fel tudott zárkózni a jól kezdő, sokadik újjászületését élő Rossi mögé. Ezzel a sorozattal Lorenzo királykategóriás pályafutása során először tudott egymás után négy futamot megnyerni.r
Assenben harmadik, Indianapolisban pedig második lett, a cseh nagydíjon viszont ismét ő állhatott fel a dobogó legfelső fokára. A nem éppen a kedvencének számító vizes körülmények között mindössze negyedik lett a brit versenyen, San Marinó-ban pedig egyenesen feladni kényszerült a versenyt egy bukás miatt, szintén nem teljesen száraz pályán.
Aragóniában ismét ő diadalmaskodott, és Rossi harmadik helyének köszönhetően faragni tudott hátrányából. Ez volt szezonbeli hatodik, pályafutása hatvanadik futamgyőzelme. Japánban Rossi négy ponttal meg tudta toldani előnyét, miután eggyel a harmadik Lorenzo előtt végzett.
Phillip Islanden, bár Marc Márquez végül megelőzte, mivel Rossi csak negyedik lett, tizenegy pontra tudta csökkenteni hátrányát. Malajziában ismét ő nyert, míg Rossi csak harmadik lett. A pontelőnyön kívül további haszna is volt számára a mögötte zajló csatáknak: Rossi szándékosan leszorította Márquezt a pályáról, aki emiatt később el is esett. Az esetnek azért volt különösen nagy visszhangja, ugyanis Rossi azzal vádolta meg Márquezt még az ausztrál hétvége után, hogy ha már ő maga nem lehet bajnok, Lorenzót segíti a győzelemért folytatott harcban. Rossit, bár maláj eredményét megtarthatta, a szezonzárón azonban a rajtrács végéről kellett indulnia, így Lorenzónak csak minimális erőfeszítést kellett tennie újabb világbajnoki címéért. Bár Rossi egészen a negyedik helyig fel tudott zárkózni, mivel Márquez egyszer sem próbálta meg megelőzni Lorenzót, Lorenzo meg tudta nyerni a futamot, ezzel pedig pályafutása ötödik világbajnoki címét, öt ponttal megelőzve Rossit.

## Statisztika

### Évek szerint
| Szezon   | Géposztály | Motor                   | Csapat                 | Verseny | Győzelem | Dobogó | Pole | LKör | Pont | Poz. |
| -------- | ---------- | ----------------------- | ---------------------- | ------- | -------- | ------ | ---- | ---- | ---- | ---- |
| 2002     | 125 cm³    | Derbi RS 125            |                        | 14      | 0        | 0      | 0    | 0    | 21   | 21.  |
| 2003     | 125 cm³    | Derbi RS 125            |                        | 16      | 1        | 2      | 1    | 1    | 79   | 12.  |
| 2004     | 125 cm³    | Derbi RSA 125           |                        | 16      | 3        | 7      | 2    | 2    | 179  | 4.   |
| 2005     | 250 cm³    | Honda RS250RW           | Fortuna Lotus Honda    | 15      | 0        | 6      | 4    | 0    | 167  | 5.   |
| 2006     | 250 cm³    | Aprilia RSW 250         | Fortuna Lotus Aprilia  | 16      | 8        | 11     | 10   | 1    | 289  | 1.   |
| 2007     | 250 cm³    | Aprilia RSW 250         | Fortuna Lotus Aprilia  | 17      | 9        | 12     | 9    | 3    | 312  | 1.   |
| 2008     | MotoGP     | Yamaha YZR-M1           | Fiat-Yamaha            | 17      | 1        | 6      | 4    | 1    | 190  | 4.   |
| 2009     | MotoGP     | Yamaha YZR-M1           | Fiat-Yamaha            | 17      | 4        | 12     | 5    | 4    | 261  | 2.   |
| 2010     | MotoGP     | Yamaha YZR-M1           | Fiat-Yamaha            | 18      | 9        | 16     | 7    | 4    | 383  | 1.   |
| 2011     | MotoGP     | Yamaha YZR-M1           | Yamaha-YMR             | 15      | 3        | 10     | 2    | 2    | 260  | 2.   |
| 2012     | MotoGP     | Yamaha YZR-M1           | Yamaha-YMR             | 18      | 6        | 16     | 7    | 5    | 350  | 1.   |
| 2013     | MotoGP     | Yamaha YZR-M1           | Yamaha-YMR             | 17      | 8        | 14     | 4    | 2    | 330  | 2.   |
| 2014     | MotoGP     | Yamaha YZR-M1           | Movistar Yamaha MotoGP | 18      | 2        | 11     | 1    | 2    | 263  | 3.   |
| 2015     | MotoGP     | Yamaha YZR-M1           | Movistar Yamaha MotoGP | 18      | 7        | 12     | 5    | 6    | 330  | 1.   |
| 2016     | MotoGP     | Yamaha YZR-M1           | Movistar Yamaha MotoGP | 18      | 4        | 10     | 4    | 2    | 233  | 3.   |
| 2017     | MotoGP     | Ducati Desmosedici GP17 | Ducati Team            | 18      | 0        | 3      | 0    | 0    | 137  | 7.   |
| 2018     | MotoGP     | Ducati Desmosedici GP18 | Ducati Team            | 14      | 3        | 4      | 4    | 2    | 134  | 9.   |
| 2019     | MotoGP     | Honda RC213V            | Repsol Honda Team      | 7       | 0        | 0      | 0    | 0    | 19*  | 16.* |
| Összesen | Összesen   | Összesen                | Összesen               | 289     | 68       | 152    | 69   | 37   | 3937 |      |

### Teljes MotoGP-eredménylistája
(Táblázat értelmezése)

(Félkövér: pole-pozícióból indult; dőlt: leggyorsabb kört futott) 

| Év   | Géposztály | Motor   | 1       | 2       | 3       | 4       | 5       | 6       | 7       | 8       | 9       | 10      | 11      | 12     | 13      | 14      | 15      | 16      | 17      | 18      | 19     | Poz. | Pont |
| ---- | ---------- | ------- | ------- | ------- | ------- | ------- | ------- | ------- | ------- | ------- | ------- | ------- | ------- | ------ | ------- | ------- | ------- | ------- | ------- | ------- | ------ | ---- | ---- |
| 2002 | 125 cm³    | Derbi   | JPN     | RSA     | SPA 22  | FRA 19  | ITA 20  | CAT 14  | NED 16  | GBR 13  | GER 17  | CZE 20  | POR Ret | BRA 7  | PAC 9   | MAL 20  | AUS Ret | VAL 22  |         |         |        | 21.  | 21   |
| 2003 | 125 cm³    | Derbi   | JPN Ret | RSA 24  | SPA 15  | FRA Ret | ITA Ret | CAT 6   | NED Ret | GBR Ret | GER 21  | CZE 12  | POR 6   | BRA 1  | PAC Ret | MAL 3   | AUS 8   | VAL 11  |         |         |        | 12.  | 79   |
| 2004 | 125 cm³    | Derbi   | RSA 16  | SPA Ret | FRA 3   | ITA 10  | CAT 5   | NED 1   | BRA Ret | GER 6   | GBR 3   | CZE 1   | POR 3   | JPN 7  | QAT 1   | MAL Ret | AUS 2   | VAL Ret |         |         |        | 4.   | 179  |
| 2005 | 250 cm³    | Honda   | SPA 6   | POR 10  | CHN 9   | FRA 5   | ITA 2   | CAT Ret | NED 3   | GBR 8   | GER Ret | CZE 2   | JPN Ret | MAL Ex | QAT 2   | AUS 3   | TUR 4   | VAL 2   |         |         |        | 5.   | 167  |
| 2006 | 250 cm³    | Aprilia | SPA 1   | QAT 1   | TUR Ret | CHN 4   | FRA Ret | ITA 1   | CAT 2   | NED 1   | GBR 1   | GER 3   | CZE 1   | MAL 1  | AUS 1   | JPN 3   | POR 5   | VAL 4   |         |         |        | 1.   | 289  |
| 2007 | 250 cm³    | Aprilia | QAT 1   | SPA 1   | TUR 2   | CHN 1   | FRA 1   | ITA 8   | CAT 1   | GBR Ret | NED 1   | GER 4   | CZE 1   | RSM 1  | POR 3   | JPN 11  | AUS 1   | MAL 3   | VAL 7   |         |        | 1.   | 312  |
| 2008 | MotoGP     | Yamaha  | QAT 2   | SPA 3   | POR 1   | CHN 4   | FRA 2   | ITA Ret | CAT Sér | GBR 6   | NED 6   | GER Ret | USA Ret | CZE 10 | RSM 2   | IND 3   | JPN 4   | AUS 4   | MAL Ret | VAL 8   |        | 4.   | 190  |
| 2009 | MotoGP     | Yamaha  | QAT 3   | JPN 1   | SPA Ret | FRA 1   | ITA 2   | CAT 2   | NED 2   | USA 3   | GER 2   | GBR Ret | CZE Ret | IND 1  | SMR 2   | POR 1   | AUS Ret | MAL 4   | VAL 3   |         |        | 2.   | 261  |
| 2010 | MotoGP     | Yamaha  | QAT 2   | SPA 1   | FRA 1   | ITA 2   | GBR 1   | NED 1   | CAT 1   | GER 2   | USA 1   | CZE 1   | IND 3   | SMR 2  | ARA 4   | JPN 4   | MAL 3   | AUS 2   | POR 1   | VAL 1   |        | 1.   | 383  |
| 2011 | MotoGP     | Yamaha  | QAT 2   | SPA 1   | POR 2   | FRA 4   | CAT 2   | GBR Ret | NED 6   | ITA 1   | GER 2   | USA 2   | CZE 4   | IND 4  | RSM 1   | ARA 3   | JPN 2   | AUS Ni  | MAL     | VAL     |        | 2.   | 260  |
| 2012 | MotoGP     | Yamaha  | QAT 1   | SPA 2   | POR 2   | FRA 1   | CAT 1   | GBR 1   | NED Ret | GER 2   | ITA 1   | USA 2   | IND 2   | CZE 2  | RSM 1   | ARA 2   | JPN 2   | MAL 2   | AUS 2   | VAL Ret |        | 1.   | 350  |
| 2013 | MotoGP     | Yamaha  | QAT 1   | AME 3   | SPA 3   | FRA 7   | ITA 1   | CAT 1   | NED 5   | GER DNS | USA 6   | IND 3   | CZE 3   | GBR 1  | RSM 1   | ARA 2   | MAL 3   | AUS 1   | JPN 1   | VAL 1   |        | 2.   | 330  |
| 2014 | MotoGP     | Yamaha  | QAT Ret | AME 10  | ARG 3   | SPA 4   | FRA 6   | ITA 2   | CAT 4   | NED 13  | GER 3   | IND 2   | CZE 2   | GBR 2  | RSM 2   | ARA 1   | JPN 1   | AUS 2   | MAL 3   | VAL Ret |        | 3.   | 263  |
| 2015 | MotoGP     | Yamaha  | QAT 4   | AME 4   | ARG 5   | SPA 1   | FRA 1   | ITA 1   | CAT 1   | NED 3   | GER 4   | IND 2   | CZE 1   | GBR 4  | RSM Ret | ARA 1   | JPN 3   | AUS 2   | MAL 2   | VAL 1   |        | 1.   | 330  |
| 2016 | MotoGP     | Yamaha  | QAT 1   | ARG Ki  | AME 2   | SPA 2   | FRA 1   | ITA 1   | CAT Ki  | NED 10  | GER 15  | AUT 3   | CZE 17  | GBR 8  | RSM 3   | ARA 2   | JPN Ki  | AUS 6   | MAL 3   | VAL 1   |        | 3.   | 233  |
| 2017 | MotoGP     | Ducati  | QAT 11  | ARG Ki  | AME 9   | ESP 3   | FRA 6   | ITA 8   | CAT 4   | NED 15  | GER 11  | CZE 15  | AUT 4   | GBR 5  | RSM Ki  | ARA 3   | JPN 6   | AUS 15  | MAL 2   | VAL Ki  |        | 7.   | 137  |
| 2018 | MotoGP     | Ducati  | QAT Ki  | ARG 15  | AME 11  | ESP Ret | FRA 6   | ITA 1   | CAT 1   | NED 7   | GER 6   | CZE 2   | AUT 1   | GBR T  | RSM 17  | ARA Ki  | THA Ni  | JPN Ni  | AUS     | MAL Vi  | VAL 12 | 9.   | 134  |
| 2019 | MotoGP     | Honda   | QAT 13  | ARG 12  | AME Ki  | ESP 12  | FRA 11  | ITA 13  | CAT Ki  | NED Ni  | GER     | CZE     | AUT     | GBR 14 | RSM 14  | ARA 20  | THA 18  | JPN 17  | AUS 16  | MAL 14  | VAL    | 19.* | 25*  |